# Suzanne Simard
Suzanne Simard, née en 1960, est professeure d'écologie forestière et enseigne à l'Université de la Colombie-Britannique.
Elle est biologiste et a testé des théories sur la manière dont les arbres communiquent entre eux. Elle a notamment utilisé le carbone radioactif pour mesurer le flux et le partage du carbone entre les arbres et les espèces. Elle a découvert que le bouleau et le sapin douglas partagent le carbone. Les bouleaux reçoivent une quantité supplémentaire de carbone provenant des sapins de Douglas lorsque les bouleaux perdent leurs feuilles, et les bouleaux fournissent du carbone aux sapins de Douglas se trouvant à l'ombre. Le magazine Time l'a mentionnée dans sa liste des 100 personnes les plus influentes de l'année 2024.

## Arbres mères
Suzanne déclare en 2011 avoir aidé à identifier ce qu'elle appelle un arbre central, ou « arbre mère ». Les arbres mères seraient les plus grands arbres des forêts qui serviraient de plaques tournantes centrales pour de vastes réseaux mycorhiziens souterrains. Un arbre-mère soutiendrait les semis en les colonisant avec des champignons et en leur fournissant les nutriments dont ils ont besoin pour grandir.
Elle a découvert que les sapins de Douglas fournissaient du carbone aux bébés sapins. Elle a constaté qu'il y avait plus de carbone envoyé aux bébés sapins qui provenaient de cet arbre mère spécifique, que des bébés sapins aléatoires non liés à cet arbre spécifique. On aurait également constaté que les arbres mères changeaient la structure de leurs racines pour laisser la place aux jeunes arbres.
Cette théorie est aujourd'hui fortement critiquée, mettant en avant l'aspect minoritaire des transferts de nutriments entre espèces via les réseaux mycorhiziens. La position de Suzanne Simard sur les « arbres mères » est également vue par certains chercheurs comme une trop forte personnification d'espèces très éloignées de l'être humain,.

## Coopération inter-espèces
Simard découvre[Quand ?] que « les sapins utilisaient la toile fongique pour échanger des éléments nutritifs contre des bouleaux à écorce de papier au cours de la saison ». Par exemple, les espèces d’arbres peuvent se prêter mutuellement des sucres car les déficits se produisent au cours des changements saisonniers. Elle considère que cela constitue un échange particulièrement bénéfique entre les feuillus et les conifères, car leurs déficits énergétiques se produisent à différentes périodes. L'avantage « de cette économie souterraine coopérative semble être une meilleure santé globale, une photosynthèse plus totale et une plus grande résilience face aux perturbations ».
Sans remettre en question l’existence de mycorhizes, une étude parue en 2023 montre cependant que les preuves d’entraide entre jeunes pousses, comme décrites par Suzanne Simard, sont insuffisamment étayées et qu’un regard biaisé tend à surestimer les résultats.

## Communication scientifique
Suzanne Simard est une partisane de la communication scientifique. À l’Université de la Colombie-Britannique, elle a initié avec des collègues, Julia Dordel et Maja Krzic le programme de communication des sciences TerreWEB, qui forme des étudiants diplômés à devenir de meilleurs communicateurs de leurs recherches depuis 2011. Simard est apparue dans des plates-formes et des médias non scientifiques, tels que le court métrage documentaire Do trees communicate?, trois conférences TED,, et le film documentaire Intelligent trees où elle apparaît aux côtés du forestier et auteur Peter Wohlleben.

## La culture populaire
Les travaux du Dr Simard sont évoqués dans L'Arbre-monde, un roman de Richard Powers de 2018, dans lequel un personnage du nom de Patricia Westerford est à l’origine de l’idée controversée selon laquelle les arbres peuvent communiquer entre eux. Elle est ridiculisée par ses collègues scientifiques, mais est finalement justifiée (dans le roman).